# Abdeel
Abdeel (z hebr. sługa Boży) – postać biblijna ze Starego Testamentu, ojciec Szelemiasza, dowódca wojska króla Jojakima.
Imię Abdeela wymieniane jest również u Józefa Flawiusza w jego dziele Dawne dzieje Izraela (Księga I rozdz. XII, 4) jako jeden z dwunastu synów Izmaela.